# 倉石知蔵
倉石 知蔵（くらいし ともぞう、1860年1月3日（安政6年12月11日） - 1927年（昭和2年）1月9日）は、日本の政治家。衆議院議員（1期）。

## 経歴
新潟県出身。慶応義塾で学ぶ。高田中學校(現・新潟県立高田高等学校)教員、高田町会議員、中頸城郡内総町村組合議員、高田市会議員、同参事会員、高陽燐寸会社社長、日本プレート(株)取締役となる。
1920年の第14回衆議院議員総選挙において新潟3区から立憲国民党公認で立候補して当選する。衆議院議員を1期務め、1924年の第15回衆議院議員総選挙には立候補しなかった。1927年に死去した。